# Enderleinellus longiceps
Enderleinellus longiceps är en insektsart som beskrevs av Kellogg och Ferris 1915. Enderleinellus longiceps ingår i släktet Enderleinellus och familjen ekorrlöss. Inga underarter finns listade i Catalogue of Life.